# George Bernard Shaw
George Bernard Shaw (Dublino, 26 luglio 1856 – Ayot St Lawrence, 2 novembre 1950) è stato uno scrittore, drammaturgo, linguista e critico musicale irlandese.

Nel 1925 vinse il Premio Nobel per la letteratura con la seguente motivazione:
Nel 1939 ricevette l'Oscar alla migliore sceneggiatura non originale per il film Pigmalione, ispirato alla sua omonima commedia; è stato l'unico ad aver vinto sia il Premio Nobel sia il Premio Oscar fino al 2016, anno in cui fu assegnato il Nobel per la letteratura a Bob Dylan, che nel 2001 aveva vinto l'Oscar alla migliore canzone.

## Biografia
Shaw nel 1876 lasciò la casa paterna in l'Irlanda e raggiunse la madre a Londra. Tra il 1879 e il 1883 si dedicò alla stesura dei suoi primi romanzi, Cashel's Byron Profession, An Unsocial Socialist (Un socialista asociale), Love Among the Artist (Amore fra gli artisti), The Irrational Knot (Il vincolo irrazionale) e Immaturity, raccolti più tardi in Novels of My Nonage (Romanzi della mia minore età). Dal 1884, dopo aver letto il Capitale di Karl Marx, aderì al movimento socialista Fabian Society e scrisse nel 1887 i Saggi fabiani.
George Bernard Shaw, ispirandosi a Percy Bysshe Shelley, scelse sin da giovane di diventare vegetariano per motivi etici, e fu poi grazie all'amicizia con Henry Salt (autore di A Plea for Vegetarianism) che iniziò a recensire libri per la Pall Mall Gazette dove acquistò notorietà e iniziò a farsi un nome.  Fu inoltre un noto antivivisezionista, genericamente avverso alla sperimentazione animale.
In seguito scrisse vari articoli di critica letteraria e artistica e dal 1888 si dedicò alla critica musicale per The Star. Dopo aver composto The quintessence of ibsenism (La quintessenza dell'ibsenismo, 1891), Shaw scrisse per la Saturday Review articoli e saggi di critica drammatica, polemizzando contro le convenzioni del teatro inglese.
Nel 1895 è cofondatore della London School of Economics and Political Science.
A metà degli anni trenta, a seguito di un viaggio in URSS in cui conobbe personalmente Iosif Stalin, divenne un fervente sostenitore della Unione Sovietica stalinista; ciò è testimoniato dal fatto che l'11 ottobre 1931, durante un periodo di Grande depressione economica negli Stati Uniti d'America, affermò in una radio statunitense che "ogni operaio specializzato (...) di età adeguata e un buon carattere sarebbe stato accolto e assunto in Unione Sovietica": in seguito a questa dichiarazione un centinaio di statunitensi lasciarono gli USA per raggiungere l'URSS.
La prefazione della sua opera Fra gli scogli (1933) costituisce soprattutto un tentativo di giustificare i pogrom condotti dalla Direzione Politica di Stato (OGPU). In una lettera aperta inviata al quotidiano di Manchester The Guardian asserì che le notizie di carestie ricorrenti in URSS fossero solo chiacchiere messe in giro con lo scopo di ingannare e sfruttare i lavoratori. In un'altra lettera inviata al Labour Monthly, infine, espresse il suo sostegno a Stalin nella campagna di supporto a Trofim Denisovič Lysenko, lo scienziato sovietico che criticava la genetica mendeliana.
L'alfabeto shaviano prende il nome proprio da George Bernard Shaw.

## L'influenza di Ibsen e il successo
I suoi primi tentativi di scrittura, una serie di novelle su rivista, furono un fallimento. Iniziò così a dedicarsi al teatro, cercando di emulare l'impresa di Henrik Ibsen, il drammaturgo norvegese. Nel 1884 Shaw aderì al fabianesimo, un'organizzazione socialista che sosteneva la graduale introduzione delle riforme sociali. Le opere di Ibsen che esponevano l'ipocrisia e la corruzione della classe media, convinsero Shaw che l'arte del teatro fosse lo strumento più efficace di propaganda morale perché in grado di svegliare la coscienza sociale delle persone.
Shaw considerò Ibsen un riformatore sociale, non centrando però il suo tema principale, il conflitto psicologico tra il dovere della società e il proprio; gli attribuì i principi sociali che ispirarono i suoi primi lavori, nei quali mostrò il benessere di una classe dirigente corrotta ottenuto dallo sfruttamento delle classi più povere. Nel 1898 Shaw sposò l'irlandese Charlotte Payne Townshend, che gli fornì la sicurezza personale e finanziaria necessaria per dedicarsi esclusivamente ai suoi lavori, lasciando il giornalismo che fino ad allora gli aveva dato da vivere.
La notorietà che ottenne dalle sue prime opere si trasformò in una fama internazionale basata su un'enorme produzione di lavori. Pubblicò le sue prime opere in due volumi, opportunamente chiamate Plays Unpleasant (Commedie Sgradevoli: Widower's Houses, The Philanderer, Mrs. Warren's Profession), chiamate in tal modo perché, secondo le sue stesse parole, "il loro potere drammatico è usato per forzare lo spettatore ad affrontare fatti sgradevoli", e Plays Pleasant (Commedie gradevoli: Arms and the Man, Candida, The Man of Destiny, You Never Can Tell). Shaw iniziò a scrivere per il teatro prendendo i problemi sociali, politici e religiosi come soggetti delle sue opere e mostrandosi interessato alla vita reale. La sua energia mentale e l'impulso creativo continuò senza sosta fino ai suoi 70 anni. Morì nel 1950 e, per sua espressa volontà, venne cremato, e le sue ceneri vennero disperse nel suo stesso giardino che aveva coltivato con passione fino ai suoi ultimi giorni.

## La professione della signora Warren
In La professione della signora Warren Shaw affronta, in piena epoca vittoriana, il tema della prostituzione senza retorica o falsi moralismi.
Il nome reale della professione non viene mai menzionato, ma il pubblico comprende da una serie di allusioni nei discorsi dei personaggi che la protagonista fu prima una prostituta e poi la direttrice di un bordello. Il motivo che la portò a intraprendere quella professione fu la povertà che patì durante la sua gioventù e l'impossibilità di trovare un'occupazione decente. Questo quadro esemplifica una caratteristica tipica presente in molte opere di Shaw, ovvero l'uso del dialogo tra i personaggi per sviluppare una tesi. Il discorso di Mrs. Warren è stato attentamente costruito da un punto di vista retorico.
La sua discussione inizia con esempi tratti dalla vita reale e da questa base trae le sue conclusioni, arrivando alla convinzione che la prostituzione è un reato creato e sfruttato da una società ipocrita. Shaw in realtà assolve Mrs. Warren dal reato sociale di preferire la prostituzione alla povertà e nell'opera mette nella bocca di Mrs. Warren le sue parole, facendole dire ciò che lui pensa con lo scopo di attaccare la società Vittoriana per la sua ipocrisia nel condannare ciò che lei stessa ha creato, e per favorire invece la riforma sociale. Questa accusa è anche confermata nella prefazione, nella quale lo scrittore chiaramente espone quali fossero le motivazioni e gli obiettivi che lo hanno portato a scrivere l'opera.

## Critiche
Da un lato la critica spesso ha attaccato Shaw per aver utilizzato l'arte drammatica ai fini della propaganda sociale e per aver messo in scena spesso personaggi che si mostravano come brillanti oratori ma privi del calore che contraddistingue gli esseri umani. I loro conflitti erano razionali, non umani, meri dibattiti tra visioni opposte, mentre lo humour era usato per rendere il messaggio più incisivo e comprensibile ad un pubblico non intellettuale.
Dall'altro lato, Shaw è conosciuto per aver avuto un notevole ruolo nello sviluppare un genere di commedia capace di esplorare le conseguenze del capitalismo tanto quanto altri importanti temi del tempo, come la guerra e la parità dei sessi. A Shaw è riconosciuto il merito di aver gettato le basi per una nuova forma di teatro che doveva farsi veicolo di idee, "una fucina di pensieri, una guida per la coscienza, un commentario della condotta sociale, una corazza contro la disperazione e la stupidità e un tempio per l'Elevazione dell'Uomo".

## L'opera drammatica
Dopo il debutto teatrale con Le case del vedovo (1892), Shaw continuò a scrivere opere teatrali con crescente successo, che culminò con il Premio Nobel per la letteratura, assegnatogli nel 1925 con la motivazione: "Per il suo lavoro intriso di idealismo ed umanità, la cui satira stimolante è spesso infusa di una poetica di singolare bellezza".
Tra i tanti lavori teatrali, si segnalano:
- The Philanderer (Il cascamorto, 1893)
- Mrs. Warren's Profession (La professione della signora Warren, 1894) dove Shaw affronta con sarcasmo il problema della prostituzione
- Arms and the Man (Le armi e l'uomo, o L'eroe 1894)
- Candida (1895)
- The Man of Destiny (L'uomo del destino, 1896)
- You Never Can Tell (Non si sa mai, 1897)
- The Devil's Disciple (Il discepolo del diavolo, 1897)
- Captain Brassbound's Conversion (La conversione del capitano Brassbound, 1899)
- Caesar and Cleopatra (Cesare e Cleopatra, 1893)
- Santa Giovanna (1923)

## I temi politici e religioso-filosofici
Nella seconda fase della sua ricca produzione letteraria si trovano opere che trattano temi politici e religioso-filosofici:
- The Perfect Wagnerite (Il wagneriano perfetto, 1898)
- John Bull's Other Island (L'altra isola di John Bull, 1904)
- Major Barbara (Il maggiore Barbara, 1905)
- The Doctor's Dilemma (Il dilemma del dottore, 1906)
- Pygmalion (Pigmalione, 1912)
- Androcles and the Lion (Androclo e il leone, 1913)
- Man and Superman (Uomo e superuomo, 1903)
- Heartbreak House (Casa Cuorinfranto, 1919)
- Back to Matuselah (Torniamo a Matusalemme, 1920)

## L'ultima produzione
L'ultima fase dell'opera di Shaw è caratterizzata da un'accentuata satira politica, che permea gli ultimi drammi:
- L'imperatore d'America (The Apple Cart, 1927); ed. it. Mondadori, Milano, 1930
- Too True to Be Good (Troppo vero per essere bello, 1931)
- On the Rocks (Fra gli scogli, 1933)
- Idillio villereccio (Village Wooing, 1934)
- La miliardaria (The Millionairess, 1935)
- Genevra (Ginevra, 1938)

## Detti famosi presi a prestito
- Robert Kennedy utilizzò come slogan per la propria campagna elettorale del 1968, una frase di cui attribuiva la paternità a George Bernard Shaw: «Alcuni uomini vedono le cose così come sono, e dicono: "Perché?" Io sogno le cose come non sono mai state, e dico: "Perché no?"»[senza fonte]
- Romano Prodi, durante il confronto elettorale per le elezioni politiche del 2006, citò la frase (credendo che fosse di George Bernard Shaw): «Spesso ci si attacca ai numeri come gli ubriachi si attaccano ai lampioni, non per farsi illuminare ma per farsi sostenere», scatenando la reazione polemica dell'avversario Silvio Berlusconi. In realtà quella frase fu pronunciata da Andrew Lang, non da Bernard Shaw.
- Claudio Baglioni in "Qui Dio non c'è" : «Ho vissuto giorni opachi come gli ubriachi usano i lampioni, per sorreggersi non per illuminarsi».
- La famosa definizione di scautismo, affermante che «Gli scout sono bambini vestiti da cretini, guidati da cretini vestiti da bambini» è stata attribuita erroneamente a George Bernard Shaw. In realtà è stata coniata dall'attore Jack Benny.
- Giulio Tremonti, in una intervista concessa ad Aldo Cazzullo del Corriere della Sera il 15 settembre 2009, cita la frase «I fatti hanno una prerogativa, sono argomenti testardi», generalmente assegnata dai politici italiani[12][13][14] a George Bernard Shaw, attribuendola prima a Georg Wilhelm Friedrich Hegel e poi a Stalin. In realtà la frase Facts are stubborn things fu coniata dal secondo presidente statunitense, John Adams, durante la difesa dei soldati britannici nel processo sul Massacro di Boston.
- Giorgio Gaber, nel monologo Gli inutili, tratto dall'album Il teatro canzone del 1992, riformula un detto di George Bernard Shaw («Per giocare a cricket non è necessario essere stupidi, però aiuta molto») in questo modo: «[...] e tutti via a sciare e vela, windsurf, equitazione, golf…bello! Secondo me per essere bravi in quegli sport lì non è che bisogna essere proprio imbecilli, però aiuta!».